# Жарко Варајић
Жарко Варајић (Никшић, 26. децембар 1951 — Београд, 23. јун 2019) био је српски и југословенски кошаркаш.
Пре почетка бављења кошарком Варајић је тренирао фудбал у пионирима Сутјеске из Никшића. Живео је у Београду од 1992. године. Завршио је факултет за физичку културу, Вишу тренерску школу - одсек кошарка и Вишу школу за менаџере у спорту.

### Професионално обављао следеће послове:
- Био је референт за маркетинг у Универзитетском спортском друштву Босна,
- Генерални секретар Савеза организације за физичку културу Сарајева,
- Заменик Савезног министра за спорт,
- Спортски директор мушких репрезентативних селекција у Кошаркашком савезу Југославије, СЦГ и Србије.

### Активно се бавио кошарком од 1966. до 1984. године и играо за следеће клубове:
- КК Сутјеска из Никшића - ЦГ,
- КК Босна из Сарајева - БиХ,
- КК Ал Аин - УАЕ,
- КК Босна из Сарајева - БиХ.

### Са КК Босна је освојио следеће трофеје:
- Прваци Југославије: 1978, 1980, 1983. године;
- Куп Југославије: 1978, 1984.;
- Куп Радивоја Кораћа: (финале) 1978.;
- Куп Шампиона: 1979.;
- Интерконтинентални куп: (финале Светског клупског првенства 1979).
- Био је члан сјајне генерације Босне која је освојила Куп европских шампиона 1979. године. У финалу против Варезеа постигао је 45 поена, поставивши тако рекорд по броју поена постигнутих у финалу Купа европских шампиона (данашња Евролига).[2]

### Репрезентација
За А репрезентацију је наступао 126 пута и освојио медаље на следећим такмичењима:
- Олимпијске игре (Монтреал, сребро)[3]
- Европска првенства: 1977. (Лијеж, злато), 1979. (Торино, бронза),
- Медитеранске игре: 1975. (Алжир, злато),
- Балканске игре: 1974. (Солун, злато) и 1976. (Бургас, злато).

### Награде и признања
Добитник је следећих награда и признања:
- Супер Оскар за најбољег играча Европе у свим Европским куповима - 1979;
- Највеће друштвено признање Босне и Херцеговине за 1980. (25. мајска награда);
- Највеће друштвено признање града Сарајева за 1979. (6. априлска награда);
- Три златне значке СОФКА Југославије;
- Орден Немање првог реда СР Југославије;
- Орден југословенске заставе првог реда.

### Волонтерске активности:
- Био је члан Олимпијског комитета зимских Олимпијских игара у Сарајеву 1984. године;
- Председник Стручног савета Кошаркашког савеза Југославије од 1987. до 1992. године (златне године југословенске кошарке);
- Председник Програмске комисије Југословенског Олимпијског комитета од 1996. до 2000. године;
- Спортски директор југословенског Олимпијског тима на Олимпијским играма у Сиднеју 2000. године;
- Председник спортског савеза Спорт за све Србије од 2003. до 2006. године.
- Најнепосредније је учествовао у организацији Европског шампионата у кошарци у Београду 2005. године.
- Био је директор турнира ЕYОF 2007.
- Најнепосредније учествовао у организацији Европског првенства у кошарци за јуниоре у Београду 2005. године и Светског првенства за играче до 19 година у Новом Саду 2007. године.
- Био је директор кошаркашког турнира Универзијада Београд 2009. године.
- Активно радио на реализацији пројекта ``Национална признања``.